# Athesis bassleri
Athesis bassleri är en fjärilsart som beskrevs av Fox 1941. Athesis bassleri ingår i släktet Athesis och familjen praktfjärilar. Inga underarter finns listade i Catalogue of Life.